# Bandiera del Malawi
L'attuale bandiera del Malawi è stata adottata il 6 luglio 1964. La bandiera è composta da un tricolore a bande orizzontali di uguali dimensioni; dall'alto in basso abbiamo la banda in nero (a rappresentare la popolazione africana), in rosso (il sangue versato dai combattenti per la libertà) e in verde (la fertilità del paese). Al centro della banda nera compare un sole nascente rosso con 29 raggi. Una bandiera simile, senza il sole nascente, era stata usata, fin dal 1953, dal Partito del Congresso del Malawi, che portò il paese all'indipendenza.
Una nuova versione della bandiera è stata adottata il 29 luglio 2010  su proposta del Partito Progressista Democratico del presidente Bingu wa Mutharika. Le bande orizzontali sono state alternate rispetto alla precedente bandiera per adeguarsi alla tradizionale bandiera panafricana nell'ordine: rosso, nero e verde. Il sole nascente in rosso nella striscia superiore è stato sostituito con un sole pieno bianco al centro della bandiera per rappresentare il progresso economico del paese cominciato con la sua indipendenza. La nuova bandiera, tuttavia, era molto impopolare tra la popolazione, che ha ribattezzato in modo dispregiativo "bandiera di Bingu" il nuovo vessillo. Poco dopo l'insediamento della nuova legislatura, il 28 maggio 2012, il Parlamento ha approvato un disegno di legge che ripristina la vecchia bandiera, che è attualmente in uso.

## Bandiere storiche

Bandiera del Protettorato britannico dell'Africa centrale (1893-1914)
Bandiera del Nyasaland (1914-1919)
Bandiera del Nyasaland (1919-1925)
Bandiera del Nyasaland (1925-1964)
Bandiera della Federazione della Rhodesia e del Nyasaland (1953-1963)
"Bandiera di Bingu" in uso dal 2010 al 2012